# 이메르송
에메르송 페헤이라 다 호자(포르투갈어: Émerson Ferreira da Rosa, 1976년 4월 4일, 펠로타스 ~)는 브라질의 전 축구 선수이다. 포지션은 수비형 미드필더였다. 그는 1997년과 2006년 사이에 브라질 국가대표팀 일원으로 73번의 경기를 치렀고, 1999년 코파 아메리카와 2005년 FIFA 컨페더레이션스컵을 우승했고, 1998년 FIFA 월드컵 준우승도 거두었다. 브라질 대표로, 그는 1998년과 2006년에 2차례의 FIFA 월드컵에 참가했지만, 2002년 대회는 부상으로 참가하지 못했다. 코파 아메리카도 1999년과 2001년 대회에 2번 참가했고, FIFA 컨페더레이션스컵도 1999년, 2003년, 그리고 2005년 대회에 3번 참가했다.
노련한 선수로, 그는 강력하면서도 우아하고, 공을 따내는 능력으로 퓨마라는 별명이 붙은 에메르송은 브라질에서 그레미우와 산투스 두 구단에서 활약했고, 레버쿠젠, 로마, 유벤투스, 레알 마드리드, 그리고 밀란 등의 다수 유럽 구단에서 활약해 많은 대회 우승을 경험했다. 그는 모국 브라질의 여권 외에도 이탈리아와 독일의 여권도 지니고 있다.

## 클럽 경력

### 그레미우
에메르송은 모국 브라질의 그레미우에서 축구를 시작했으며, 주 리그 2번, 코파 두 브라지우 2번, 브라질 리그 1번, 그리고 코파 리베르타도레스 1번을 우승했다. 이후, 그는 유럽으로 나가 독일 레버쿠젠에 입단했다.

### 레버쿠젠
1997년, 에메르송은 레버쿠젠에 입단했다. 그는 1997년 8월 1일, 샬케 04와의 경기에서 신고식을 치렀다. 레버쿠젠은 1997-98 시즌을 3위로 마쳤다. 이후, 레버쿠젠은 분데스리가에서 2년 연속으로 준우승을 차지했으며, 당시 우승은 두 번 모두 바이에른 뮌헨이 가져갔다. 에메르송은 레버쿠젠에서 3년을 보내며 82번의 리그 경기에 출전해 11골을 기록했다. 1997년 8월 13일, 그는 1997-98년 UEFA 챔피언스리그의 예선전 경기에 출전해 UEFA 구단 대항전 첫 경기를 치렀고, 레버쿠젠은 디나모 트빌리시에 합계 6-1 대승을 거두었다. 레버쿠젠은 이후 UEFA 챔피언스리그 8강전까지 올랐지만, 나중에 우승을 차지하는 레알 마드리드에 패했다. 에메르송은 레버쿠젠 소속으로 UEFA컵 16강 진출도 이룩했다.

### 로마
2000년 여름, 에메르송은 이탈리아 세리에 A의 구단 로마로 35B ITL에 입단했다. 그는 5년 계약을 체결했으며, 세금 포함 평균 7.2B ITL을 받게 되었다. 그러나, 비 유럽연합 국적 선수 숫자의 초과로, 에메르송은 이탈리아계 브라질인 아내 덕에 2000년 10월에 이탈리아 국적을 취득하기 전까지 경기에 출전하지 못했다. 2001년 1월 28일, 에메르송은 3-0 승리를 거둔 나폴리와의 경기에서 56분에 마르코 델베키오를 대신해 들어가 세리에 A 첫 경기를 소화했다. 로마는 이 해에 작은 방패의 주인공이 되었으며, 2001년 수페르코파 이탈리아나도 가져갔다. 로마는 2002-03 시즌에 코파 이탈리아 결승전에도 올랐지만, 밀란에게 우승을 내주었다.

### 유벤투스
로마가 에메르송을 세리에 A 경쟁 구단인 유벤투스가 아니라 레알 마드리드로 매각을 원해 장기간의 이적 논쟁이 벌어졌지만, 결국 에메르송은 자신이 원하는 대로 유벤투스가 €12M에 마테오 브리기 (€16M에 책정되었다.)를 얹어 영입했고, 로마 시절 감독이었던 파비오 카펠로를 따라갔다. 더 나아가서, €4M의 금액이 요원들 호주머니에 들어갔고, 에메르송의 몸값은 합해 €32M으로 책정되었다. 에메르송은 유벤투스에서 2004-05 시즌과 2005-06 시즌에 2년 연속으로 세리에 A 우승을 차지했지만, 구단이 2006년 이탈리아 축구 스캔들에 연루되면서 두 번의 우승 모두 박탈당했다.

### 레알 마드리드
유벤투스에서 2년을 보낸 에메르송은 2006년 이탈리아 축구 스캔들에 연루되어 구단이 세리에 B로 강등당하자 2006년 7월 19일에 또다시 파비오 카펠로 감독을 따라 레알 마드리드로 둥지를 옮겼고, 마드리드는 그의 영입에 €16M을 들였다. 그러나, 에메르송은 카펠로 감독과 불화를 보이고 레알 마드리드에서 형편 없는 활약을 보이면서, 2007년 1월에 유벤투스로 복귀할 의사를 밝혔고, 연봉 삭감도 감수할 의사가 있다는 풍문도 돌았다.
하지만, 5월까지 에메르송의 활약상은 나아졌고, 선수단의 성적 또한 호전되었고, 선수 본인은 2007년 5월 12일에 레알 마드리드 잔류 의사를 밝혔다. 그러나, 엘 라르게로와의 라디오 방송에서 라몬 칼데론 레알 마드리드 회장이 에메르송은 여름에 (이탈리아 공격수 안토니오 카사노와 함께) 기술적 사유로 레알 마드리드를 떠날 것이라고 밝혀졌다. 에메르송은 레알 마드리드에서 1년을 보내며 라 리가우승을 거두었다.

### 밀란
2007년 8월 21일, 밀란은 €6M에 에메르송을 영입했다고 공식으로 발표했다. 그는 8월 31일, 3-1로 이긴 세비야와의 UEFA 슈퍼컵 경기에서 밀란 데뷔전을 치렀다. 그러나, 에메르송은 부상으로 새로 이적한 구단에 적응해 힘을 보태지 못했고, 2007-08 시즌에 밀란 소속으로 20경기를 뛰는데 그쳤다. 이에도 불구하고, 그는 밀란에서 FIFA 클럽 월드컵 2007 우승을 경험했다. 2009년 4월 21일, 그는 구단과 상호 계약 해지에 합의했다.
방출 후, 에메르송은 그레미우와 협상해 첫 구단에서의 은퇴를 노렸다. 그러나, 국제 이적 제한으로 에메르송은 2009년 8월 이전까지는 그레미우에 합류할 수 없었다.

### 산투스
밀란에서 방출된 후인 2009년 7월 26일, 에메르송은 산투스와 계약했다. 2009년 10월 16일, 에메르송은 부상 문제로 계약을 해지하고 산투스를 떠났다. 에메르송은 이후 수술을 받고 현역에서 은퇴했다.

### 마이애미 데이드
2015년 11월 3일, 에메르송은 아메리칸 프리미어 사커 리그 (APSL)의 마이애미 데이드에 합류할 것임을 밝혔다. 2017년 5월 7일, 에메르송은 전 브라질 국가대표팀 동료 가브리에우와 마이애미 데이드 데뷔전을 치렀고, 경기는 주피터 유나이티드를 상대로 3-1로 이기는 것으로 끝났다. 7월 2일, 그는 2017년 정규 리그 무패 우승을 거두었다.

## 국가대표팀 경력
1997년 9월 10일, 에메르송은 사우바도르에서 열린 에콰도르와의 안방 친선경기에서 브라질 국가대표팀 신고식을 치렀는데, 경기는 브라질의 4-2 완승으로 끝났고, 그도 한 골을 기록했다. 그는 호마리우가 부상으로 빠지자, 호마리우를 대신해 1998년 FIFA 월드컵 본선에 나갔다. 전 FIFA 월드컵 대회에서 우승을 차지한 브라질은 결승전까지 올라갔지만, 개최국 프랑스에게 0-3으로 완패해 우승을 내주었다. 아이러니하게도 4년 뒤인 그도 부상으로 2002년 FIFA 월드컵 출전이 좌절되었다.
이후, 에메르송은 브라질 대표로 1999년 코파 아메리카에 참가했고, 결승전에서 우루과이를 꺾고 우승했다. 에메르송은 이 대회에서 1골을 넣었는데, 7-0으로 이긴 베네수엘라와의 조별 리그 1차전 경기에서 기록했다. 브라질은 같은 해 1999년 FIFA 컨페더레이션스컵 결승전에 진출했지만, 개최국 멕시코와의 결승전에서 져 우승을 내주었다. 에메르송은 1999년 3월 31일, 도쿄에서 열린 일본과의 친선전에서 자신의 국가대표팀 2호골을 기록해 브라질의 2-0 승리에 일조했다. 2000년 2월 23일, 에메르송은 방콕에서 벌어진 태국과의 친선전에서 국가대표팀 경기에 처음으로 2골을 기록했고, 브라질은 7-0 대승을 거두었다.
에메르송은 본래 2002년 FIFA 월드컵에서 주장을 맡을 계획이었으나, 대회 직전 훈련에서 동료의 슛을 막다가 어깨가 탈골되는 예기치 못한 부상을 당하면서 낙마했다. 그의 자리는 코린치앙스의 히카르지뉴가 대신했고, 주장직은 카푸가 가져갔다. 결국 대회의 우승은 브라질의 차지가 되었다.
2005년 에메르송은 2005년 FIFA 컨페더레이션스컵에 브라질 선수단으로 참가해 남아메리카의 숙적 아르헨티나와의 결승전에서 4-1 완승을 거두고 우승을 거두었으며, 이 과정에서 독일을 4강에서 맞아 3-2로 이겼다. 2005년 3월 30일, 에메르송은 우루과이와의 2006년 FIFA 월드컵 예선전 원정 경기에서 골을 넣어 경기를 1-1로 끝냈다. 2006년 FIFA 월드컵 본선에서, 그는 브라질이 출전한 5경기 중 3경기에 나갔고, 크로아티아와 오스트레일리아와의 조별 리그 처음 두 경기에 나서서 모두 승리에 일조한 뒤, 일본과의 조별 리그 최종전에서 후보로 배취되어 4-1 승리를 관전했다. 그는 3-0으로 이긴 가나와의 16강전 경기에도 나갔지만 46분 만에 부상으로 경기장을 나갔다. 이 경기는 에메르송이 브라질 대표로 출전한 마지막 경기가 되었다. 브라질은 이후 준우승을 차지하는 프랑스에 패해 탈락했다. 에메르송은 부상으로 8강전에 출전할 브라질의 선발 명단에서 제외되었다.
2006년 FIFA 월드컵 이후, 에메르송은 73경기 출전 6골의 기록으로 국가대표팀 은퇴를 선언했다. 위에 명시한 대회 외에도, 에메르송은 브라질 대표로 콜롬비아에서 열린 2001년 코파 아메리카에 참가했지만, 브라질은 온두라스와의 8강전에서 패해 탈락했고, 프랑스에서 열린 2003년 FIFA 컨페더레이션스컵에도 참가했지만, 브라질은 조 3위를 차지해 충격적인 조별 리그 탈락을 당했다.

### 국가대표팀 득점 기록
| 에메르송 – 브라질 국가대표팀 득점 기록 | 에메르송 – 브라질 국가대표팀 득점 기록 | 에메르송 – 브라질 국가대표팀 득점 기록               | 에메르송 – 브라질 국가대표팀 득점 기록 | 에메르송 – 브라질 국가대표팀 득점 기록 | 에메르송 – 브라질 국가대표팀 득점 기록 | 에메르송 – 브라질 국가대표팀 득점 기록 |
| #                                      | 날짜                                   | 경기장                                               | 상대                                   | 점수                                   | 최종결과                               | 대회                                   |
| -------------------------------------- | -------------------------------------- | ---------------------------------------------------- | -------------------------------------- | -------------------------------------- | -------------------------------------- | -------------------------------------- |
| 1.                                     | 1997년 9월 10일                        | 폰치 노바, 사우바도르, 브라질                        | 에콰도르                               | 4–1                                    | 4–2                                    | 친선경기                               |
| 2.                                     | 1999년 3월 31일                        | 국립 경기장, 도쿄, 일본                              | 일본                                   | 0–2                                    | 0–2                                    | 친선경기                               |
| 3.                                     | 1999년 6월 30일                        | 안토니오 오도네 사루비, 시우다드 델 에스테, 파라과이 | 베네수엘라                             | 2–0                                    | 7–0                                    | 1999년 코파 아메리카                   |
| 4.                                     | 2000년 2월 23일                        | 라차망칼라 스타디움, 방콕, 태국                      | 태국                                   | 0–4                                    | 0–7                                    | 친선경기                               |
| 5.                                     | 2000년 2월 23일                        | 라차망칼라 스타디움, 방콕, 태국                      | 태국                                   | 0–7                                    | 0–7                                    | 친선경기                               |
| 6.                                     | 2005년 3월 30일                        | 센테나리오, 몬테비데오, 우루과이                     | 우루과이                               | 1–1                                    | 1–1                                    | 2006년 FIFA 월드컵 예선전              |

## 플레이스타일
에메르송은 노련하고, 민첩하며, 전투적이고, 근면하며 역동적인 선수로, 중원에서 다양한 임무를 수행할 수 있다. 그는 중앙 미드필더와 광역 미드필더도 가끔 수행했던 그는 주로 수비형 미드필더를 맡았고, 상대의 전개를 효율적인 태클, 체력, 예측력, 그리고 경기 파악 능력으로 깨는 역할을 맡았다. 그는 빠르고 효율적으로 공을 넘길 수 있고, 기술도 우수해 공을 뺏은 후 공격은 전개하는 데에도 두각을 나타냈다. 그는 이렇듯이 우아하면서도 강력하고 고양이과 동물같이 중원에 상대를 추적하는 능력으로 퓨마라는 별칭을 얻었다. 그는 원거리에서 강력하고 정확하게 공을 차넣을 수도 있지만, 부상을 자주 당하는 것으로도 악명이 높다.

## 통계

### 클럽
| 구단 경력 | 구단 경력     | 구단 경력  | 리그 | 리그 | 컵   | 컵   | 대륙 | 대륙 | 기타 | 기타 | 합계 | 합계 |
| 시즌      | 클럽          | 리그       | 출장 | 득점 | 출장 | 득점 | 출장 | 득점 | 출장 | 득점 | 출장 | 득점 |
| --------- | ------------- | ---------- | ---- | ---- | ---- | ---- | ---- | ---- | ---- | ---- | ---- | ---- |
| 1994      | 그레미우      | 세리이 A   | 18   | 2    | 6    | 0    | 4    | 0    |      |      | 28   | 2    |
| 1995      | 그레미우      | 세리이 A   | 11   | 1    | 1    | 0    | 2    | 0    |      |      | 14   | 1    |
| 1996      | 그레미우      | 세리이 A   | 25   | 5    | 5    | 0    | 4    | 0    | 1    | 0    | 35   | 5    |
| 1997      | 그레미우      | 세리이 A   | 0    | 0    | 7    | 0    | 7    | 2    |      |      | 14   | 2    |
| 1997–98   | 레버쿠젠      | 분데스리가 | 25   | 1    | 3    | 0    | 9    | 4    | 1    | 0    | 38   | 5    |
| 1998–99   | 레버쿠젠      | 분데스리가 | 28   | 5    | 1    | 0    | 3    | 0    | 1    | 0    | 33   | 5    |
| 1999–2000 | 레버쿠젠      | 분데스리가 | 29   | 5    | 0    | 0    | 8    | 0    | 0    | 0    | 37   | 5    |
| 2000–01   | 로마          | 세리에 A   | 13   | 3    | 0    | 0    | 1    | 0    | –    | –    | 14   | 3    |
| 2001–02   | 로마          | 세리에 A   | 28   | 5    | 2    | 0    | 11   | 2    | 0    | 0    | 41   | 7    |
| 2002–03   | 로마          | 세리에 A   | 31   | 2    | 6    | 3    | 11   | 1    | –    | –    | 48   | 6    |
| 2003–04   | 로마          | 세리에 A   | 33   | 3    | 1    | 0    | 8    | 2    | –    | –    | 42   | 5    |
| 2004–05   | 유벤투스      | 세리에 A   | 33   | 2    | 0    | 0    | 11   | 1    | –    | –    | 44   | 3    |
| 2005–06   | 유벤투스      | 세리에 A   | 34   | 2    | 3    | 0    | 9    | 1    | 1    | 0    | 47   | 3    |
| 2006–07   | 레알 마드리드 | 라 리가    | 28   | 1    | 0    | 0    | 6    | 0    | –    | –    | 34   | 1    |
| 2007–08   | 밀란          | 세리에 A   | 15   | 0    | 2    | 0    | 3    | 0    | 2    | 0    | 22   | 0    |
| 2008–09   | 밀란          | 세리에 A   | 12   | 0    | 1    | 0    | 5    | 0    | –    | –    | 18   | 0    |
| 2009      | 산투스        | 세리이 A   | 6    | 0    | –    | –    | –    | –    | 0    | 0    | 6    | 0    |
| 경력 합계 | 경력 합계     | 경력 합계  | 369  | 37   | 38   | 3    | 102  | 13   | 4    | 0    | 513  | 53   |

### 국가대표팀
| 브라질 국가대표팀 | 브라질 국가대표팀 | 브라질 국가대표팀 |
| 연도              | 출장              | 골                |
| ----------------- | ----------------- | ----------------- |
| 1997              | 3                 | 1                 |
| 1998              | 2                 | 0                 |
| 1999              | 17                | 2                 |
| 2000              | 8                 | 2                 |
| 2001              | 11                | 0                 |
| 2002              | 4                 | 0                 |
| 2003              | 10                | 0                 |
| 2004              | 0                 | 0                 |
| 2005              | 13                | 1                 |
| 2006              | 5                 | 0                 |
| 합계              | 73                | 6                 |

## 수상

### 클럽
그레미우
- 코파 두 브라지우: 1994, 1997
- 코파 리베르타도레스: 1995
- 레코파 수다메리카나: 1996
- 세리이 A: 1996

로마
- 세리에 A: 2000–01
- 수페르코파 이탈리아나: 2001

레알 마드리드
- 라 리가: 2006–07

밀란
- UEFA 슈퍼컵: 2007
- FIFA 클럽 월드컵: 2007

마이애미 데이드
- APSL 정규 시즌: 2016, 2017
- APSL 우승: 2017

### 국가대표팀
브라질
- FIFA 월드컵 준우승: 1998
- 코파 아메리카: 1999
- FIFA 컨페더레이션스컵:2005

## 참고
1. ↑  코파 리베르타도레스 (1996 시즌 3경기, 1997 시즌 7경기 2골), 코파 CONMEBOL (1994 시즌 2경기), 그리고 수페르코파 리베르타도레스 (1994 시즌 2경기, 1995 시즌 2경기, 1996 시즌 1경기) 출전 경기 포함